# Affreschi di San Vincenzo al Volturno
Gli affreschi di San Vincenzo al Volturno sono un ciclo di affreschi dell'abbazia di San Vincenzo al Volturno, a Castel San Vincenzo (Isernia). Esempio del movimento pittorico longobardo beneventano, sono opera di artisti anonimi legati alla Scuola di miniatura beneventana, realizzati nel secondo quarto del IX secolo. Gli affreschi si trovano nel complesso archeologico di San Vincenzo Minore, nella cripta del vescovo Epifanio.

## Storia

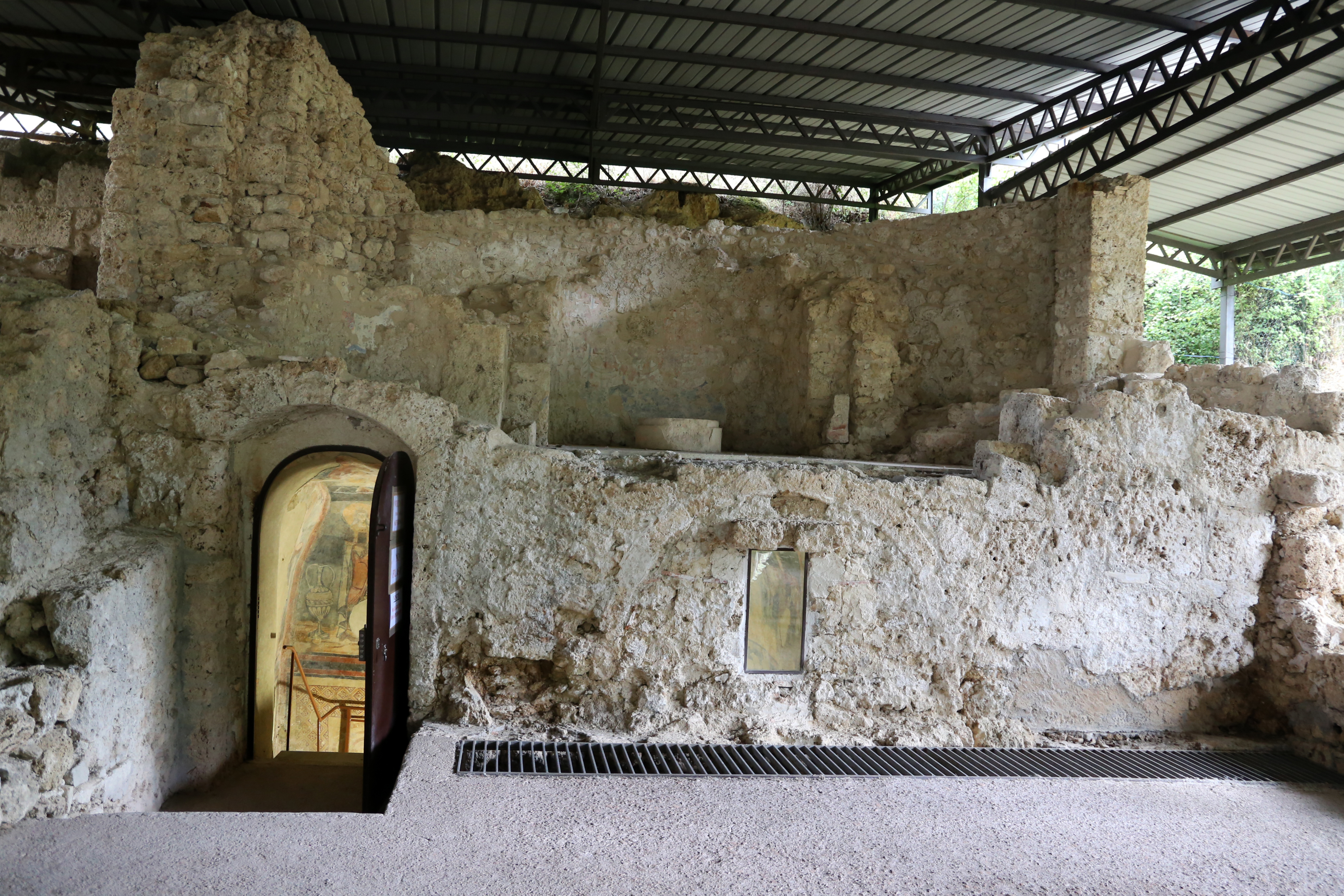
Esterno della Cripta di Epifanio

Il ciclo rappresenta uno dei più importanti dell'Alto Medioevo europeo; una importanza che non deriva dal loro particolare carattere artistico, ma anche soprattutto dal fatto di avere la capacità di riassumere, in uno spazio fisico limitato il complesso articolato universo della cultura religiosa dell'epoca longobarda.
Si è discusso molto sulle specificità stilistiche delle pitture della cripta di Epifanio, e sicuramente ulteriore contributo di ricerca servirà ad evidenziare i possibili riferimenti alle altre analoghe opere, collocate in Italia e in Europa.
Il trionfo dell'ortodossia a Bisanzio nell'843 in effetti comportò immediatamente, dopo il periodo delle persecuzioni iconoclaste, un'accettazione di una concezione che solo un regime coercitivo come quello di Leone III Isaurico aveva potuto tentare di estirpare anche dalla cultura popolare. Prima di Leone era accettata nel mondo cristiano la liceità delle figurazioni dei personaggi biblici, dei santi, di Cristo in trono, della Madonna in gloria tra gli Angeli. Il fine non era quello di riprodurre esteticamente i vertici dell'arte classica romana, ma si concentrava il significato sulle scene rappresentate. Un caso significativo di ciclo longobardo lo si può ritrovare nel ciclo degli affreschi di Saint Germain ad Auxerre in Borgogna, dove la rappresentazione della lapidazione di Santo Stefano è eseguita in stile diverso da quello dell'area volturnense, sebbene l'ambiente culturale in ambedue i casi, fosse direttamente condizionato dalla politica carolingia.
Al contrario sono di interesse alcune analogie con le pitture murali della cripta del "Peccato Originale" a Matera, specialmente nella trattazione dei motivi floreali, che risultano eseguiti in maniera idonea a quelli di San Vincenzo. La disputa sulla questione stilistica degli affreschi ha determinato la formazione di schieramenti di critici.
Il primo a occuparsi degli affreschi fu Oderisio Piscicelli-Taeggi, monaco di Montecassino, che nel 1885 effettuò una ricognizione nella cripta. Il Bertaux nel 1903 aveva tentato di attribuire al fenomeno artistico delle due abbazie di Montecassino e San Vincenzo un carattere unitario, definendo l'esistenza di una scuola benedettina, e ritrovano nelle pitture di Epifanio le premesse di uno stile che arriverà ai massimi livelli due secoli più tardi con l'abate cassinese Desiderio (1057-86). Anche P. Toesca studiò le pitture, nonostante le cattive condizioni ai primi del Novecento, egli intuì un filo conduttore tra le esperienze artistiche sviluppate da esecutori siriaci ed evangelari o reliquiari, le pitture dell'area più direttamente gravitante attorno Bisanzio, e le raffigurazioni di San Vincenzo; tuttavia evidenziava la profonda novità di queste ultime, nella straordinaria plasticità delle figure, che sicuramente a quelle statiche bizantine, gli apparvero singolari per la libertà del disegno, l'ampiezza delle forme non ristrette e forzate in opera di imitatore, il modo nel quale è determinato lo spazio delle scene.

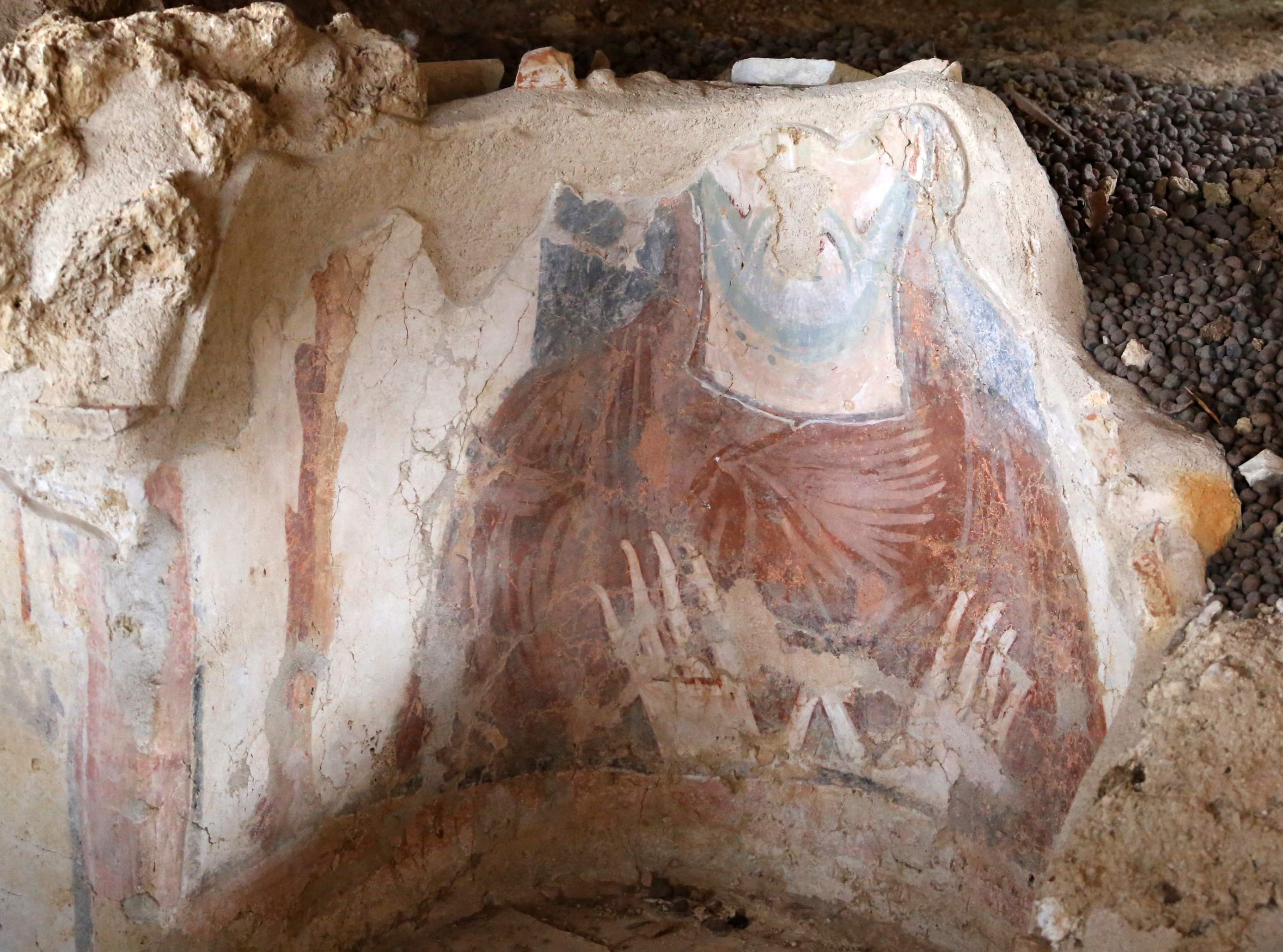
Cripta di Giosuè abate, presso gli scavi di San Vincenzo Maggiore, ritratto dell'abate

È stata notata l'originalità della tradizione pittorica medievale delle rappresentazioni floreali, in tutto simili a quelle di San Vincenzo, ad eccezione di quelle materane, mentre al contrario esiste una gran quantità di ambientazioni scenografiche simili a quelle della cripta di Epifanio, Si tratta di raffigurazioni in un campo di papaveri, che si sviluppa senza soluzione di continuità, a collegare tutte le scene rappresentate nell'ambiente sotterraneo, con il preciso intento di simboleggiare una dimensione spaziale extra-terrena paradisiaca, di chiara derivazione orientale.
Si pensa che questo influsso orientale in San Vincenzo avvenne con Ambrogio Autperto, disceso dalla Gallia nell'VIII secolo: il simbolo del papavero discenderebbe dal rito greco dei Misteri Eleusini per il culto di Demetra, a rappresentare la morte prima della nascita, e dunque un ciclo di rinascita, che nel cristianesimo fu interpretato con la Resurrezione. Lo stesso vale per la rappresentazione di 4 simboli del Tetramorfo degli Evangelisti, l'aquila (San Giovanni), l'angelo (San Matteo), il leone (San Marco), il bue (San Luca), l'Agnus Dei (Cristo).

## Descrizione

### Affreschi
Difficile è il punto di inizio della lettura del ciclo, pare che all'epoca l'intento del pittore fosse l'individuazione del metodo globale che permetteva di cogliere i veri significati delle scene, mediante la visione complessiva della narrazione intera. La cripta in realtà era una piccola chiesetta, come si legge dal Chronicon Vulturnense, dedicata a Santa Maria in Insula, voluta dall'abate e vescovo Epifanio, che governò San Vincenzo dall'824 all'842. All'epoca il nucleo centrale del complesso era l'area archeologica della basilica di San Vincenzo Maggiore, poi più tardi fu eretta l' "abbazia nuova", quella che ancora oggi è in piedi.
La chiesetta era formata da un corpo rialzato, a pianta rettangolare, che si concludeva nella parte di fondo con un alto presbiterio a forma triangolare, dove stava l'altare. Il pavimento oggi scomparso, si sviluppava su un livello parzialmente interrato, ed era collegato con la zona seminterrata della chiesa di San Vincenzo Maggiore, dove sta il refettorio. La chiesa all'epoca dell'abate Epifanio era stata trasformata in palazzetto dell'abate, ma le pitture murarie si conservarono.

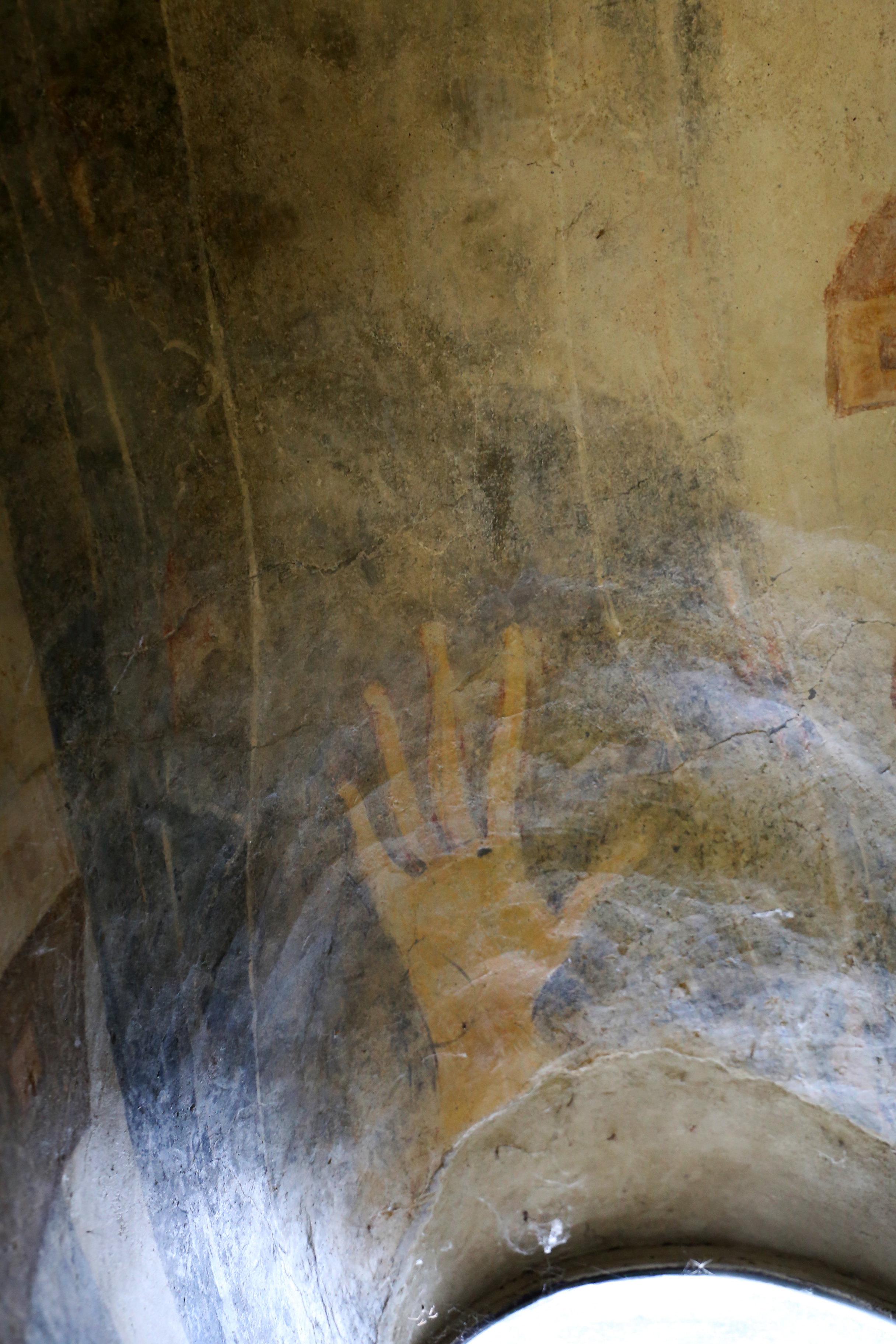
La Mano dell'Eterno Padre

Il ciclo diventa lacunoso quando raggiunge la zona che anticipava il grande refettorio, e attraverso la quale dovevano passare i religiosi. L'ambulacro, insinuandosi tra gli altri edifici di cui non ancora è stato effettuato lo scavo, dal refettorio raggiungeva la parte inferiore della grande chiesa di San Vincenzo, che poteva essere attraversata mediante un camminamento molto largo, che sbucava dalla parte opposta sulla facciata laterale meridionale. La pianta della cripta si caratterizza per essere formata da un corpo trasversale in forma rettangolare, che costituisce un anomalo transetto, su cui nella zona centrale, si innesta una pronunciata cavità absidale, e dall'altra una rientranza rettangolare di modesta profondità, che contiene una finestrella da cui si può osservare la profondità. La luce simbolicamente viene a colpire l'Angelo al centro, nello stesso tempo crea una fasci verso il Cristo centrale dell'affresco.

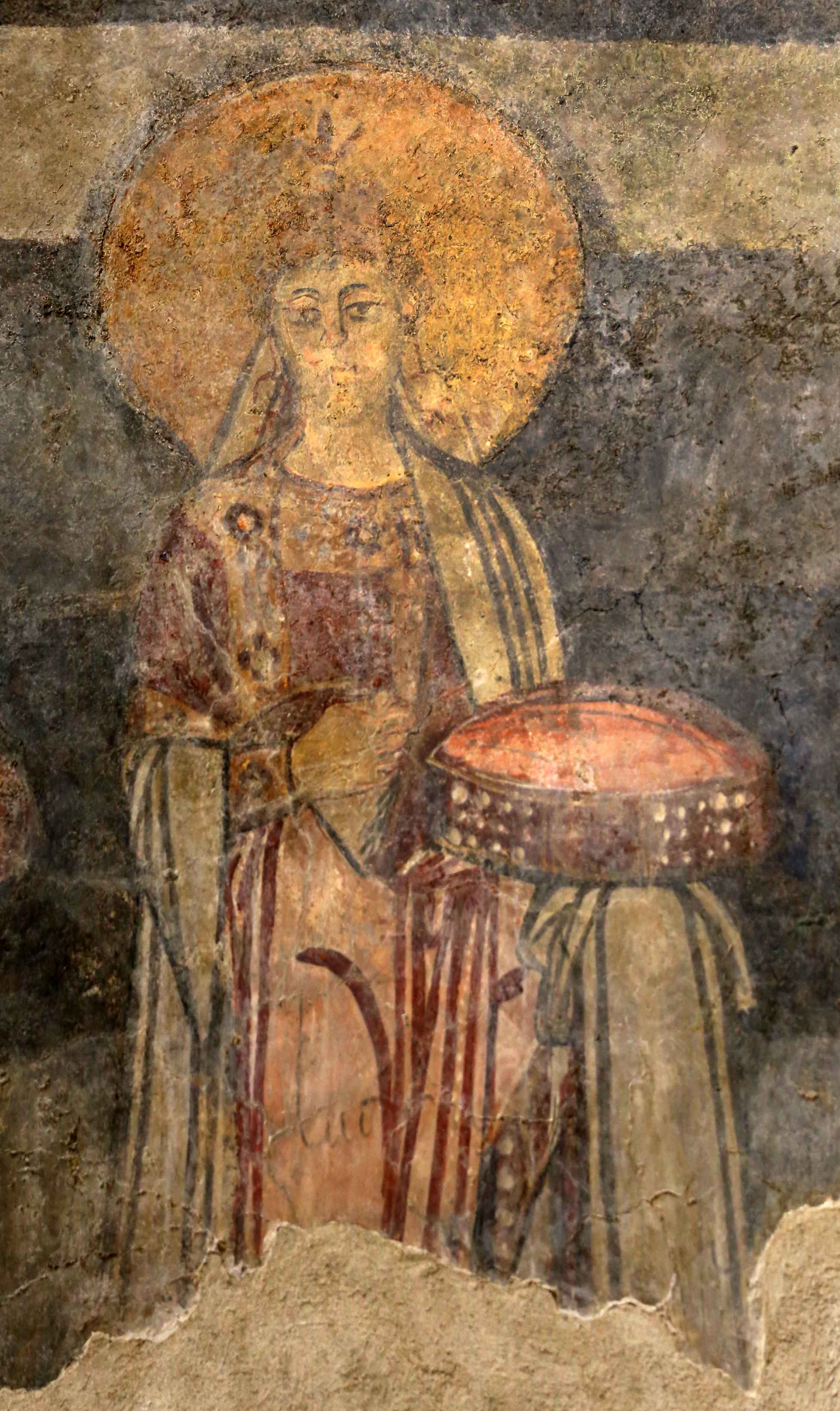
Particolare di una delle Sei Martiri con Sant'Anastasia

Sull'impianto absidale si imposta una pseudo-cupola che si raccorda alla parte inferiore senza soluzione di continuità. Appena superata la porta in alto rimangono deboli tracce della figura il cui volto è scomparso, che stende la mano sinistra ad un personaggio posto sullo stipite di destra, ad un livello più basso, che è ritratto nell'atto di ricevere un libro. Sembrerebbe essere un'anticipazione del Ciclo dell'Apocalisse di Giovanni, con la figura del Cristo assiso in trono, che consegna a Giovanni apostolo la "Verità", rappresentata da un libro chiuso. Attorno vi sono Le Sei Sante Vergini, che formano una teoria con i Martiri.
Sulla stessa parete lunga, opposta all'abside, sono rappresentate le scene del martirio di San Lorenzo e Santo Stefano, una nicchia accoglie la figura di un monaco con le braccia allargate nell'atto di pregare. Nella parte absidale sulle pareti rettilinee, si vedono i quattro Arcangeli posti in maniera da fronteggiarsi a coppie, nella parte curva, racchiuso in un nimbo circolare, è posto un quinto Arcangelo, nel catino della cupola è raffigurata la Vergine Regina degli Angeli, assisa nella sfera celeste.
Sulla parete rettilinea opposto all'abside vi è la sequenza di immagini che rappresentano "L'Annunciazione - Maria e Giuseppe nella scena della Natività - Il Bambino nella mangiatoia - Il lavaggio del Bambino nel calice - Crocifissione con Epifanio e la Gerusalemme dolente - L'Angelo che scoperchia il Sepolcro di Cristo".
Nella nicchia sottostante il Sepolcro vi è la raffigurazione di Cristo risorto insieme ai santi Lorenzo e Stefano.
Viene scelto il repertorio di immagini dell'Apocalisse perché all'epoca di Epifanio, vi erano varie interpretazioni di significati simbolici, da parte di Ambrogio Autperto.
Parete 1
1) Sante Vergini, 2) Cristo come Angelo giudicatore, 3) Valeriano, 4) San Lorenzo, 5) Angelo, 6 Esecutori, 7) Santo Stefano, 8) Anima di Epifanio, 9) Papaveri, 10) Aquila, 11) Lastre tombali
Parete 2
1) Luce, 2 Salomè e Zelomi, 3) Fenestrella confessionis, 4) Annunciazione, 5) Santo Vergini, 6) 4 Arcangeli, 7) Papaveri
Parete 3
1) Maria Regina degli Angeli, 2) San Vincenzo, 3) Maria dell'Annunciazione, 4) Arcangelo Gabriele, 5) Cristo in Croce, 6) Maria, 7) Giovanni evangelista, 8) Epifanio, 9) Gerusalemme dolente, 10) Cristo Risorto, 11) San Lorenzo e il martirio, 12) Martirio di Santo Stefano, 13) Angelo del Sepolcro, 14) Le Pie Donne.
Parete 4
1) Arcangeli, 2) Papaveri, 3) Maria, 4) San Giuseppe
I tre elementi significativi della miniatura sono la Mano dell'Eterno Padre, che esce dalla luce, San Giovanni evangelista dormiente, che riceve la rivelazione dell'Apocalisse, l'Angelo che regge l'Asta a Sigillo del Dio vivente. I tre elementi analoghi sono nella cripta: la Mano dell'Eterno p collegata nell'archivolto della fonte di luce prevalente dell'ambiente, dalla parte opposta l'ingresso; l'angelo col Sigillo si trova al centro del catino absidale, San Giovanni va riconosciuto nel brandello di pittura posto sull'archivolto d'ingresso, nell'atto di ricevere il Libro dell'Apocalisse.

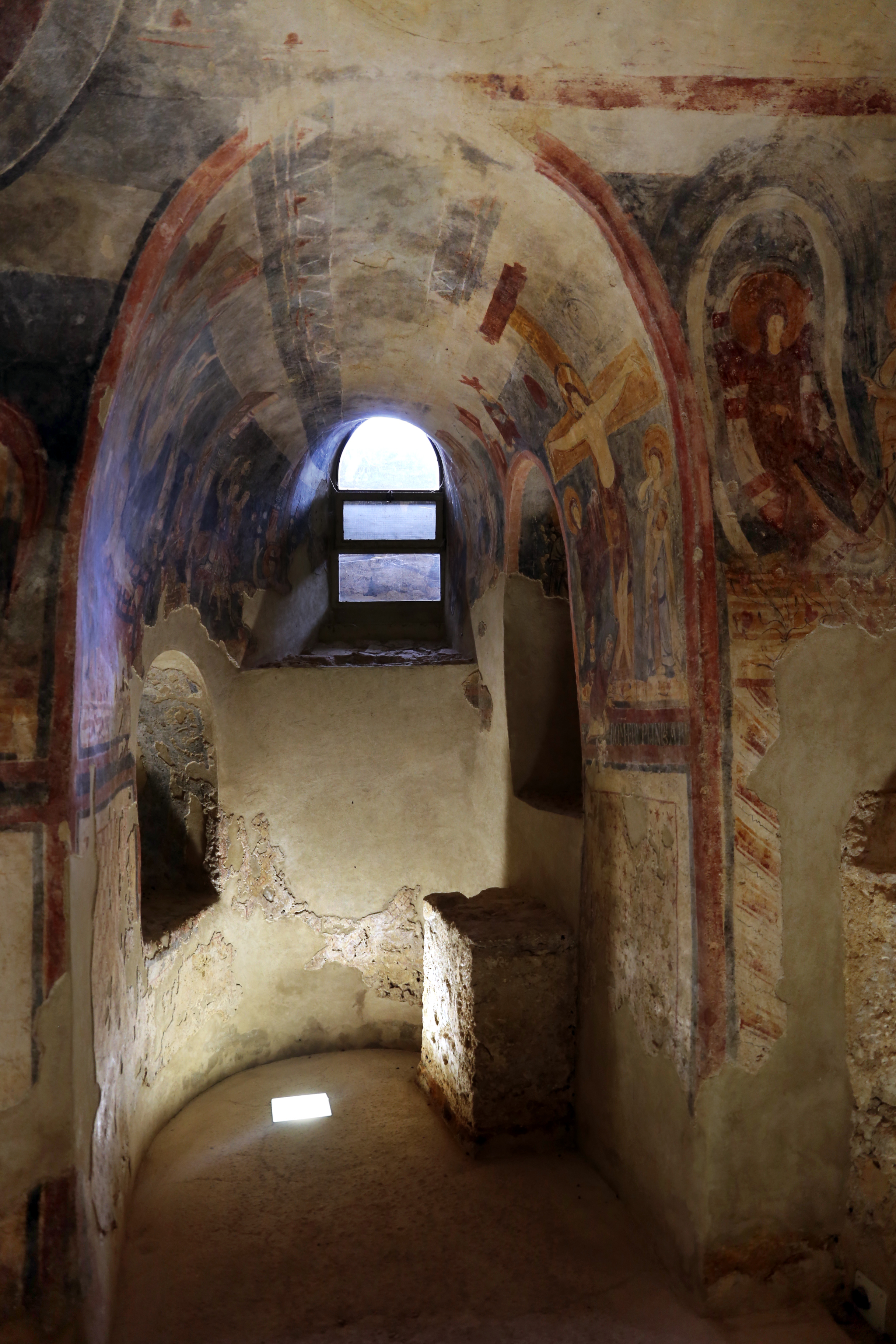
Cripta, parte della nicchia con le scene di Gesù e Maria

La luce dell'esterno, nella cripta assume l'aspetto della Luce Divina attraverso la Mano dell'Eterno, diventa poi Cristo che regge il libro della Verità da dare a San Giovanni, e infine Cristo che consegna la Verità a San Giovanni, sull'archivolto dell'ingresso. Sul piano strettamente figurativo, la linea della luce è bene individuata nella parte alta della volta del braccio trasversale, perché evidenziata dal fascione luminoso limitato a motivi rettilinei, che contengono una linea spezzata, che forma una teoria di triangoli contigui, come i bordi di un tappeto. 
Quanto al motivo della Mano dell'Eterno, è presente anche nella chiesa abbazia di Santa Maria di Canneto a Roccavivara (CB); una mano benedicente alla greca risulta essere elemento autonomo nell'ambito di una composizione , di cui si sono persi gli altri particolari; assolutamente significativo è un frammento del IX secolo venuto alla luce nell'area di San Vincenzo Maggiore nel 1994. Si tratta di un bassorilievo che contiene una raffigurazione stilizzata di un Agnus Dei, con a lato una singolare rappresentazione dell'Eterno, risolta con il simbolo numerico matematico dell'infinito, ripetuto quattro volte sui bracci della croce, che si congiunge con la Mano distesa.

### Sant'Anastasia e le Sei Martiri

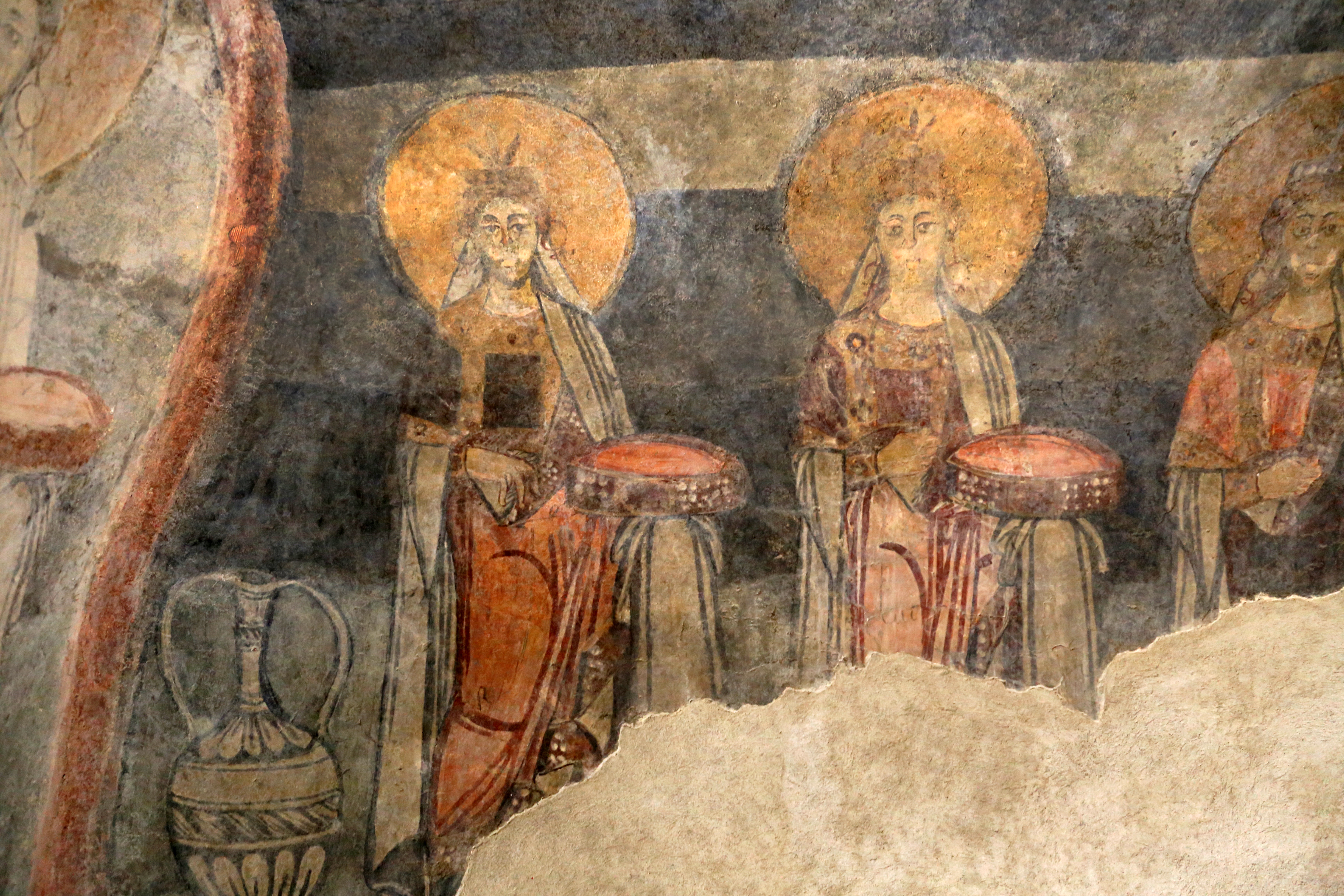
Particolare delle Sei Martiri con Sant'Anastasia

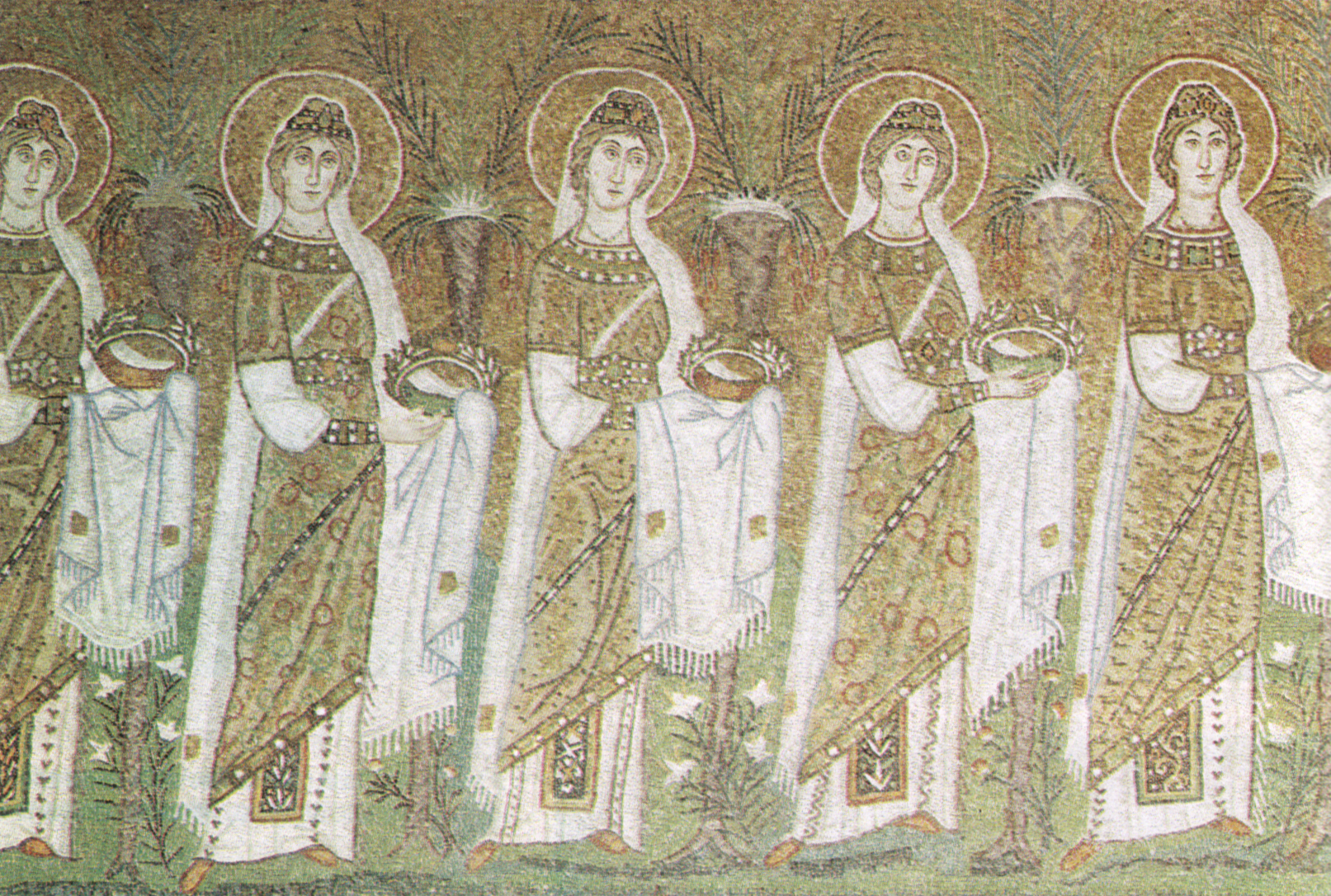
Confronto con le Sante Vergini di Sant'Apollinare Nuovo, Ravenna

Da una parte vi sono le Martiri, originariamente in numero di sei ora di cinque, della sesta sopravvive l'aureola, sono rappresentate in una teoria di donne aventi lo stesso atteggiamento e posizione complessiva, che deriva da esempi precedenti, sicuramente collegabili al corteo di sante della basilica di Sant'Apollinare Nuovo a Ravenna. In ambedue le rappresentazioni, le figure femminili sono abbigliate con ricche dalmatiche di vari colori. Una semplice fascia tiene fermo sulla testa un lungo velo, che nella parte destra scende indietro la spalla, per comparire poi sull'avambraccio, tenuto piegato e nella parte sinistra passa sulla parte anteriore della spalla per coprire la mano che regge una corona impreziosita da perle.
Chiara allegoria del martirio, quando al simbolo della corona viene associato quello della vittoria, nel cristianesimo, pur essendo derivata dalle consuetudini circensi della tradizione pagana, a rappresentare il premio dell'Eterno. Il volto delle sante, arricchito da orecchini penduli circolari, è inquadrato in una grande aureola dorata, che mette in evidenza le palmette infilate nei capelli, e contribuisce ad accentuare il distacco delle immagini dal fondo di parete, colorato da varie tonalità di azzurro a fasce orizzontali. Ulteriore certezza sul legame tra i mosaici ravennati e la raffigurazione di San Vincenzo al Volturno, ci viene anche dal riconoscimento di ambedue i casi dalla presenza di Sant'Anastasia, come si ricava dalla scritta che ancora sopravviveva all'epoca dell'analisi del Toesca, nel primo Novecento, su una delle figure laterali "SCA ANASTASIA".
La raffigurazione coincide con quella della tradizione: Sant'Anastasia di Sirmio raffigurata con le tre sorelle, Agape, Chionia, e Irene, che portano un'anfora.

### Il martirio di San Lorenzo e Santo Stefano
Sulla stessa parete, ma dalla parte opposta dell'abside, sono disposte in un solo scenario le vicende del martirio dei santi Lorenzo e Stefano. Anche se i due santi furono martirizzati in luoghi e tempi differenti, il primo a Roma nel 258 e il secondo a Gerusalemme, poco dopo il 33 d.C., il contesto in cui si svolgono i due sacrifici è il palazzo romano dell'imperatore Valeriano, i cui elementi architettonici si riconducono a una terna di paraste, dalle quali si staccano architravi poggianti su capitelli, vagamente ionici, di colonne circolari.

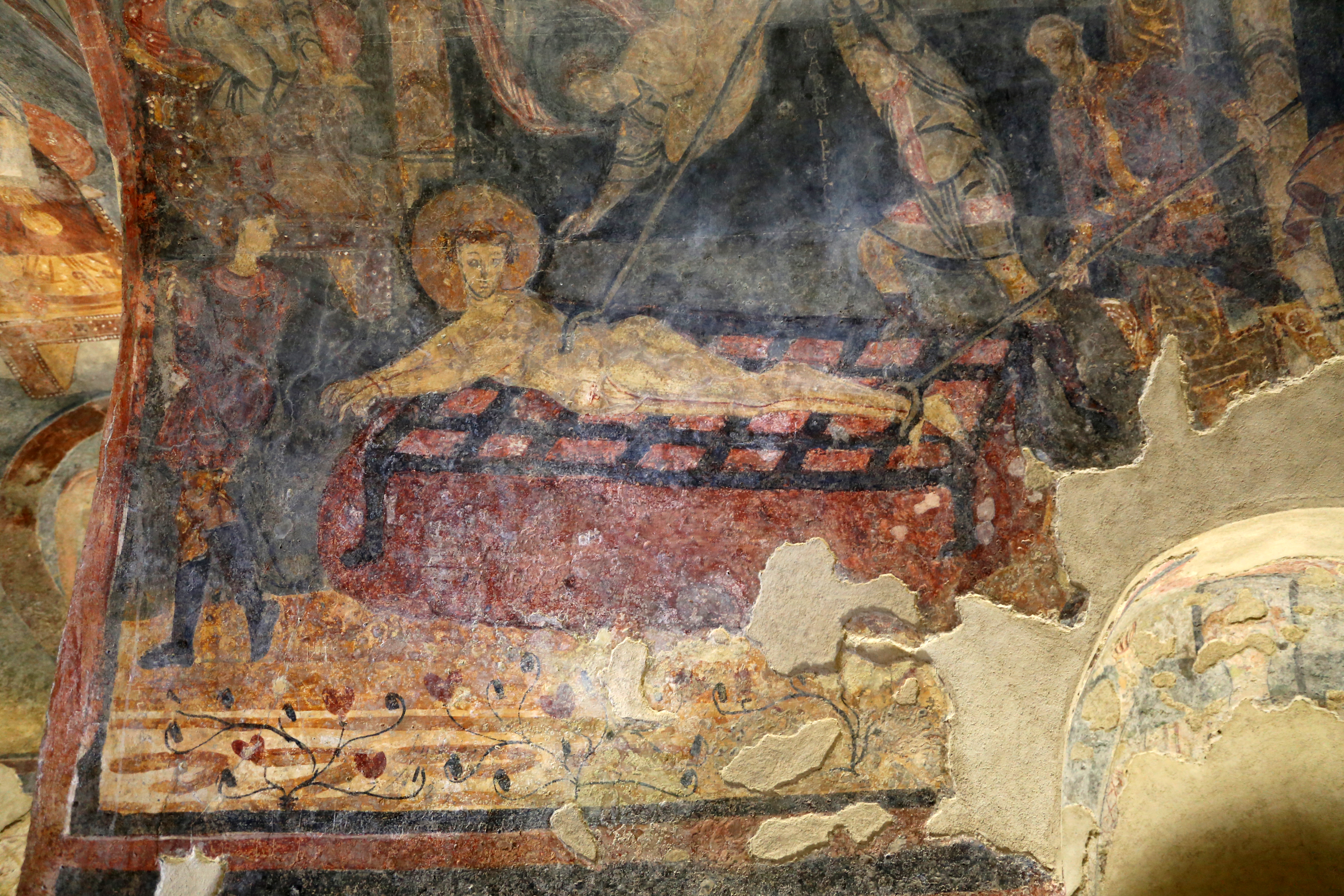
Il martirio di San Lorenzo

La poco credibile resa prospettica dell'edificio, che serve a illudere l'osservatore, quasi si tratti di elementi di sostegno di una volta a botte di quella parte della cripta, in qualche modo ricorda una composizione architettonica che si ritrova anche in due salteri di area macedone del IX-X secolo, dove sono rappresentate due versioni dell'unzione di Davide.
Particolare è la decorazione murale degli elementi di aggetto, costituita da spirali fitomorfiche terminate da turgidi boccioli, derivate dalla tradizione classica romana. Nella scena del martirio di San Lorenzo il santo è nudo, con le mani legate, steso supino su una graticola mentre due carnefici, dalla parte dei piedi, lo tengono fermo con lunghe fiocine a due punte. Al di sopra della testa del santo sopravvivono alcune lettere dell'originale SCS LAURENTIUS. Appare evidente il riferimento iconografico alla Passio di San Lorenzo del Martirologio di Adone, dove si legge che gli aguzzini agivano con dei lunghi ferri. Nella parte opposta sulla sinistra, un terzo carnefice, anch'esso come gli altri vestito da una tunichetta a mezza gamba, e calzato con stivaletti di cuoio, volge le spalle al fuoco della graticola come per ripararsi dal calore, trattenendo la fune con la quale è legato il martire. In lato a sinistra c'è la figura incombente dell'imperatore Valeriano, che seduto su un cuscino di velluto di un ricco trono ornato da perle e pietre preziose, si piega in avanti, come a ribadire l'ordine di morte dato ai carnefici. Al centro della scena c'è un angelo piombante, dalle ali multicolori e la lunga tunica, scende a testa in giù per soccorrere spiritualmente Lorenzo.
Sull'altra parte della scena c'è la rappresentazione della morte di Santo Stefano a Gerusalemme, egli è sacrificato con la lapidazione da un gruppo di uomini, di cui sono visibili solamente due alla destra. Della figura di Stefano rimane la parte superiore, comunque sufficiente a capire la scena, era inginocchiato con le braccia sollevate al cielo, mentre veniva lapidato. Gli assassini hanno tuniche più corte di quelle dei carnefici di San Lorenzo, hanno ambedue un ampio mantello rigirato all'indietro, e appuntato sulla spalla destra con un fermaglio circolare.
In questo caso la scena fa riferimento agli Atti degli Apostoli, c'è precisione nel dipingere il rossore del sangue nelle pietre che colpiscono il santo. La scena mostra anche una sensazione di turbinio delle vesti, poiché la parete si trova vicino alle finestre della cappella, le vesti dei carnefici sembrano agitate dal vento, nel tentativo di rendere la scena come una istantanea che prende vita, influenzata dagli agenti naturali provenienti dalla finestra.

### Gli Arcangeli

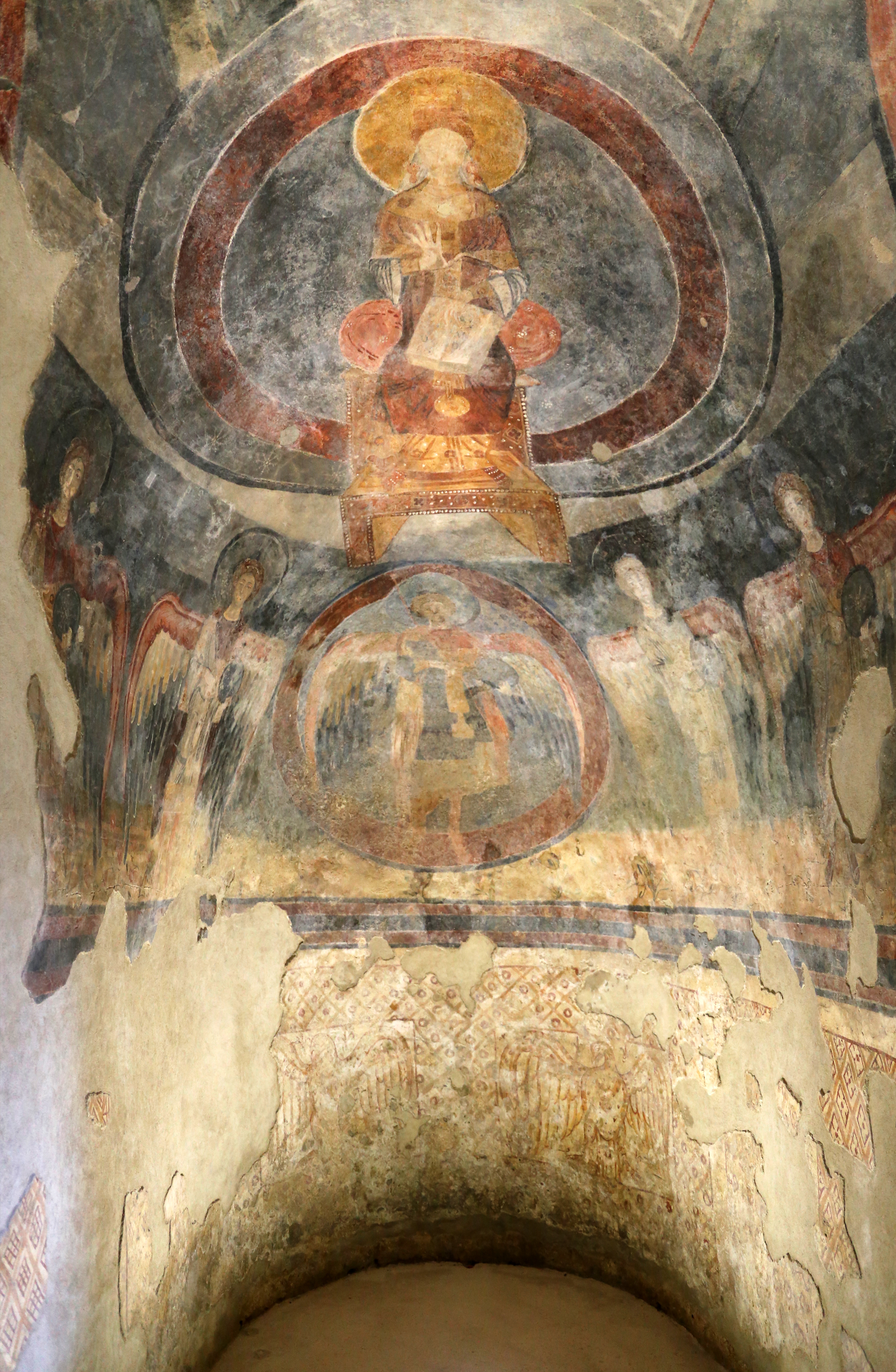
Abside, la Madonna Regina con al di sotto l'Arcangelo Cristo e i quattro Arcangeli attorno

Questa parte dell'ambiente sotterraneo rappresenta certamente il punto di riferimento significativo di tutte le pitture, ed è in qualche modo la chiave di lettura non solo per interpretare le figurazioni che compaiono al suo intorno, ma che per immaginare quali fossero i temi iconografici trattati all'esterno, nelle altre chiese del monastero, e in particolare nella basilica di San Vincenzo Maggiore. La parte absidale della cripta costituisce una sorta di volume autonomo. La composizione architettonica e il contrasto tra l'immobilità delle figure nell'abside, e l'agitazione di quelle sul braccio lungo, rappresentano gli elementi fisici di un contesto che rivela, continuando la lettura di quella parte dell'Apocalisse, che anticipa l'apertura del settimo sigillo.

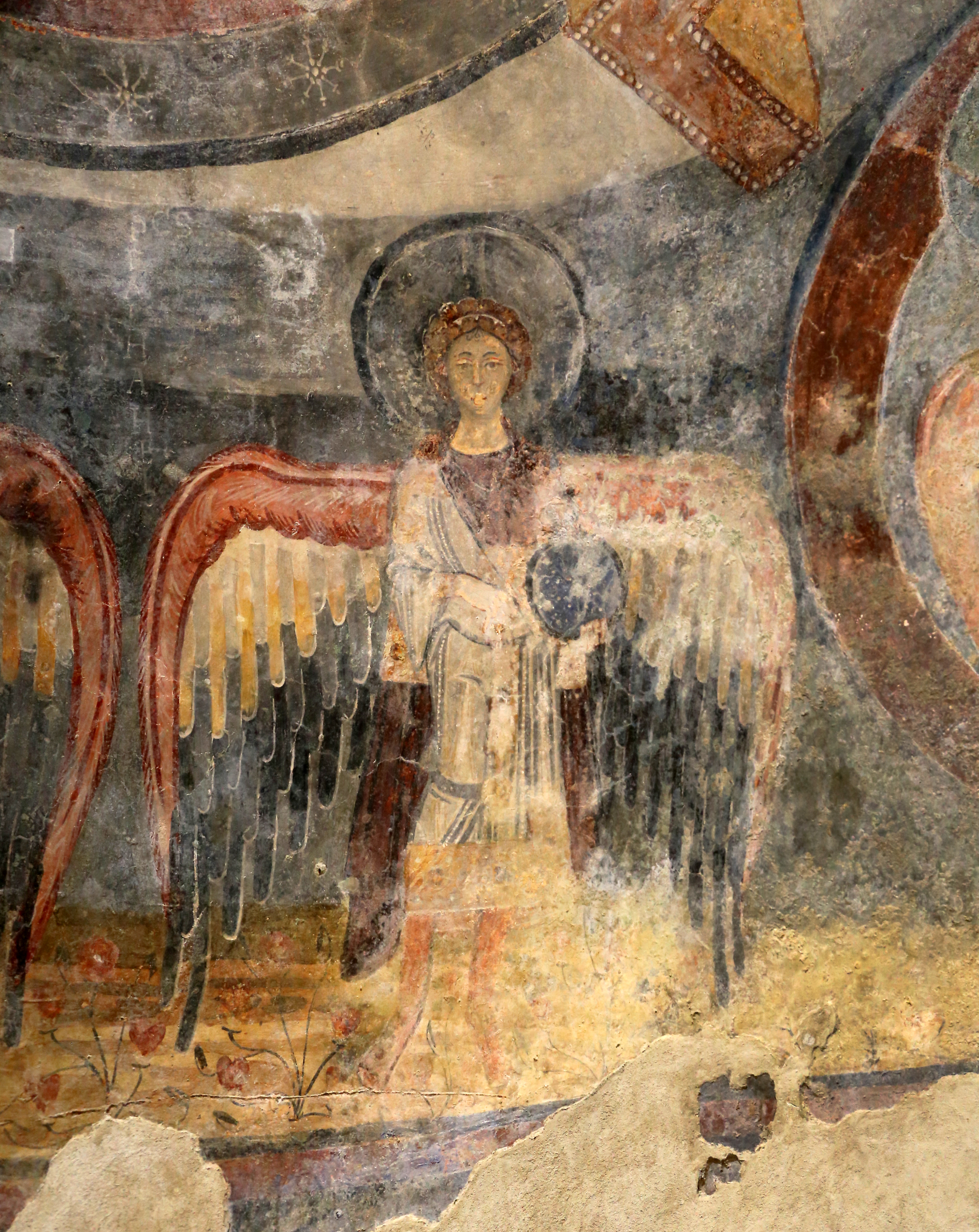
Uno dei quattro Arcangeli

L'impianto planimetrico è pressoché quadrato, con uno sfondamento semicircolare nelle parete centrale; al volume cubico che ne risulta spazialmente, si sovrappone una pseudo calotta in forme plastiche, dai caratteri rozzi. Sulle due pareti rettilinee si fronteggiano le quattro figure di arcangeli simili tra di loro, ritratte in atteggiamento immobile. Solo del primo a sinistra, San Raffaele, si riconosce il nome dall'iscrizione, gli altri sono Michele, Gabriele e Uriele. La posizione statica è accentuata dalla flessità delle grandi ali efficacemente rappresentate con un piumaggio a sei fasce multicolori, che vanno da quelle più esterne a tonalità rossa, poi al bianco, al giallo, e le varie gradazioni d'azzurro. Grandi aureole azzurre contornano un viso imberbe che non accenna alcuna espressione. Sulla spalla sinistra della corta tunica bianca scende un mantello rosso, rigirato all'indietro e fermato sull'altra spalla con una borchia arricchita da un giro di perle. La parte bassa della tunica è orlata con una fascia dorata che mette in evidenza gli stivaletti rossi. Ognuno di questi angeli regge con la mano sinistra una sfera celeste che racchiude una stella a otto punte, mentre il braccio destro è piegato in modo che la mano poggi sul ventre. I loro piedi stanno su un piano orizzontale, la cui prospettiva è determinata da fasce orizzontali a varie sfumature di ocra, sulle quali emerge una serie di papaveracee rosse estremamente stilizzate.
Una cornice continua che delimita in basso la figurazione, e il taglio netto del piano inclinato con il fondale azzurro, determina una condizione ottica tale per cui gli arcangeli sembrano posti su un basamento a ferro di cavallo, che racchiude al suo interno l'osservatore e si apre prospetticamente, a 360°, su uno spazio siderale privo degli elementi di ingombro, cioè le montagne, che normalmente caratterizzano il paesaggio terrestre dello scenario.
L'Arcangelo a immagine di Cristo
La condizione spaziale delle fasciature soprastanti è esaltata dalle figure alate, all'interno delle quali si delinea la sfera centrale con i cerchi concentrici, entro cui è assisa la Madonna Regina degli Angeli. Gli arcangeli si sostituiscono alle montagne sulle loro spalle, va a gravare la sfera celeste. La nicchia absidale costituisce una dilatazione spaziale che si aggiunge allo spazio interno, ad evidenziare che la figura in esso contenuta, un quinto arcangelo, rappresenta qualcosa di diverso. Questo reca nella mano destra un'asta, chiaro simbolo del potere, con una croce al vertice, che richiama al sigillo del Dio vivente, come racconta Giovanni nell'Apocalisse, che servirà per segnare i figli di Israele un attimo prima della devastazione universale. In basso si trova una figura inginocchiata, un monaco con delle lettere in epigrafe ...D...EPIS...D.
Si pensa possa trattarsi di un monaco, ossia Epifanio abate, che nel riconoscere l'Angelo Vendicatore nella figura di Cristo, implicitamente fa riferimento all'interpretazione autpertiana di quella dell'Apocalisse.

### La sfera celeste e la Madonna Regina degli Angeli

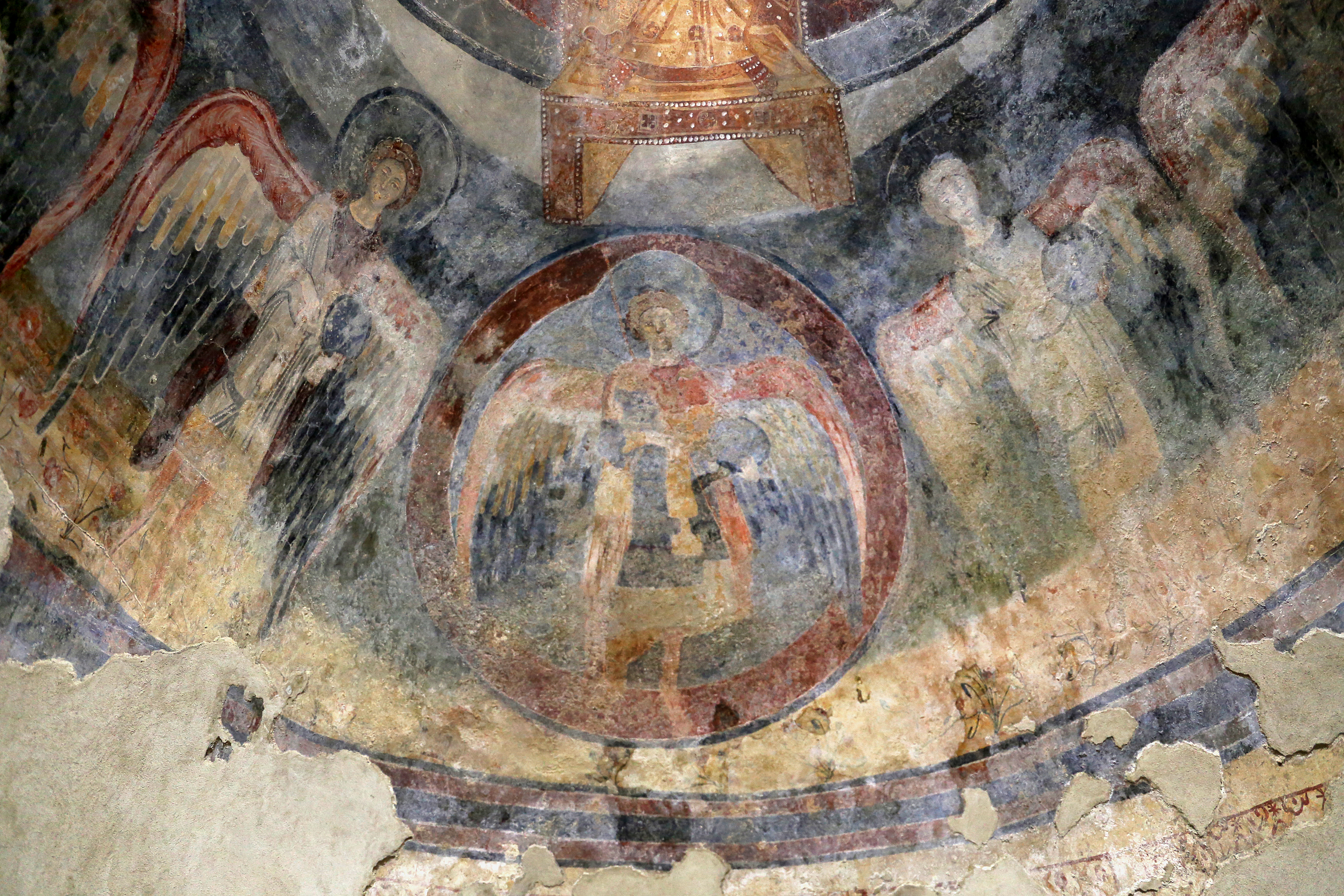
Particolare dei quattro Arcangeli e del quinto Arcangelo con il sigillo

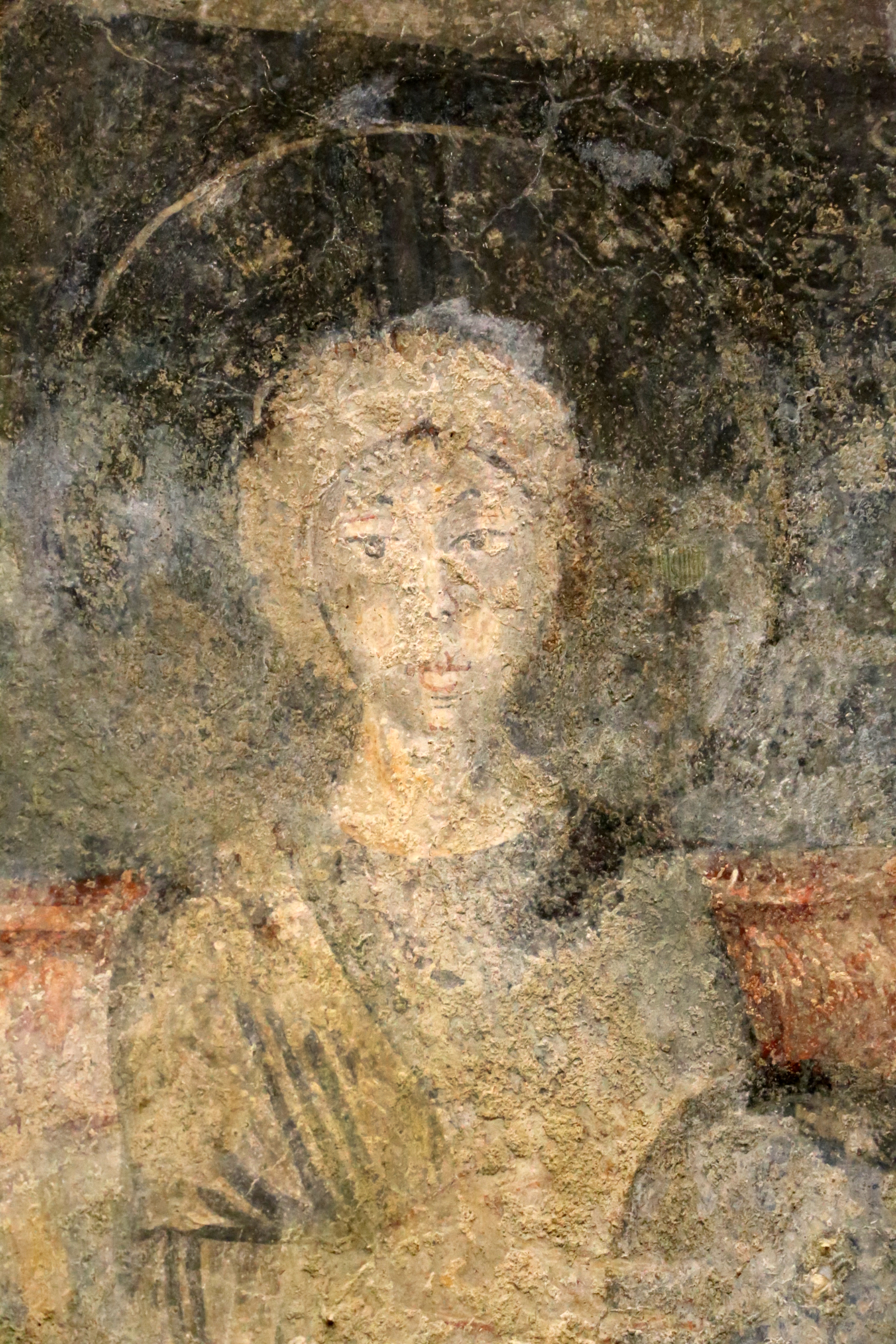
Particolare di un volto degli Arcangeli

La Madonna campeggia al centro della pseudo cupola, all'interno della calotta azzurra contornata da due fasce, una rossa e l'altra azzurrina, trapuntate di stelle, con la scritta verticale alla sua sinistra SCA MARIA. Ritratta in atteggiamento regale, la Madonna è seduta su un cuscino di porpora sopra un trono, che come il poggiapiedi è ornato da perle preziose. Il viso inquadrato da una grande aureola dorata, è danneggiato dal tempo, si riconoscono gli orecchini penduli e una ricercata acconciatura dei capelli, raccolti in un velo che scende sulle spalle. La Madonna è vestita con una grande dalmatica rossa con larga orlatura dorata, che nella parte centrale forma un clavo. Dalle larghe maniche bianche spuntano gli avambracci fasciati dalla stoffa preziosa della tunica ocra, che spunta anche sulla parte bassa della veste, a coprire parte dei piedi calzati da pantofole regali, arricchite da fili di perle. La mano destra è aperta con le dita allargate, e il palmo rivolto verso l'osservatore nell'atto di benedire, mentre con la sinistra regge un libro aperto poggiato sulle gambe, le cui pagine riportano a grandi lettere la scritta BEATAM ME DICENT ("Mi chiamino Beata").
Nella posizione della mano destra, nella scritta del libro e nell'atteggiamento regale, va cercata la chiave di lettura della composizione e si possono desumere i significati della sua presenza nella sfera celeste. L'evangelista Luca riferisce dell'incontro tra Maria ed Elisabetta, in cui la Madre di Dio dice "Ecce enim ex hoc beatam me dicent omnes generationes". Qui però la Madonna non appare incinta, la frase serve ad evocare un rapporto che è significativo per la sostanza, non per l'aspetto cronologico dell'incarnazione del Verbo. Il tema è prettamente quello dell'Assunzione terrena di Maria al cielo, come Regina degli Angeli. Il motivo della sfera celeste intende sottolineare la spirale senza fine che parte dalla rappresentazione della Terra che, priva di montagne, vaga in uno spazio siderale sorretto dalla staticità dei quattro Arcangeli posti su quattro punti cardinali; al centro della calotta celeste la Madonna Regina sprigiona un potere su tutto l'Universo e quindi anche sul quinto Arcangelo, che per il fatto di reggere il sigillo, rappresenta suo Figlio, a sua volta questo Arcangelo ha il potere sui quattro sottostanti, che reggono in una sfera le stelle cadute, per impedire la formazione dei venti, e prepararsi all'apertura del Settimo Sigillo.

### Cristo dell'Apocalisse
Nel braccio lungo opposto all'altro, c'è il ciclo delle Storie di Gesù e Maria. Al centro della volta in alto sopravvivono frammenti del Cristo dell'Apocalisse. I colori superstiti il giallo e l'ocra, insieme alle incisioni delle punte dei compassi usati dal pittore, aiutano a ricostruire l'immagine originale: il Cristo è seduto su una grande sfera, con i piedi che poggiano su una seconda più piccola, che si incastra nella parte bassa. La lunga tunica sembra trattenuta sulle ginocchia dalla mano sinistra, che doveva reggere un libro aperto rivolto verso l'osservatore, il libro della Rivelazione, mentre poco rimane della mano destra che doveva benedire l'osservatore. Della testa del Cristo rimangono solo i lunghi capelli raccolti sulla nuca, che scendono sin sulle spalle, grande è l'aureola dorata che cinge la testa, è crucisegnata, e contornata da una fascia più chiara. La posizione sta a significare la differenza delle due nature quella divina, e quella umana, la prima è simboleggiata dall'essere posto nella luce di Dio, cioè verso la finestra della cappella, quella umana è sottolineata dall'essere posto sull'asse trasversale, tra la Madre Regina assisa nella sfera, e la Madre spaventata all'arrivo dell'Arcangelo Gabriele nella scena dell'Annunciazione.

### Annunciazione

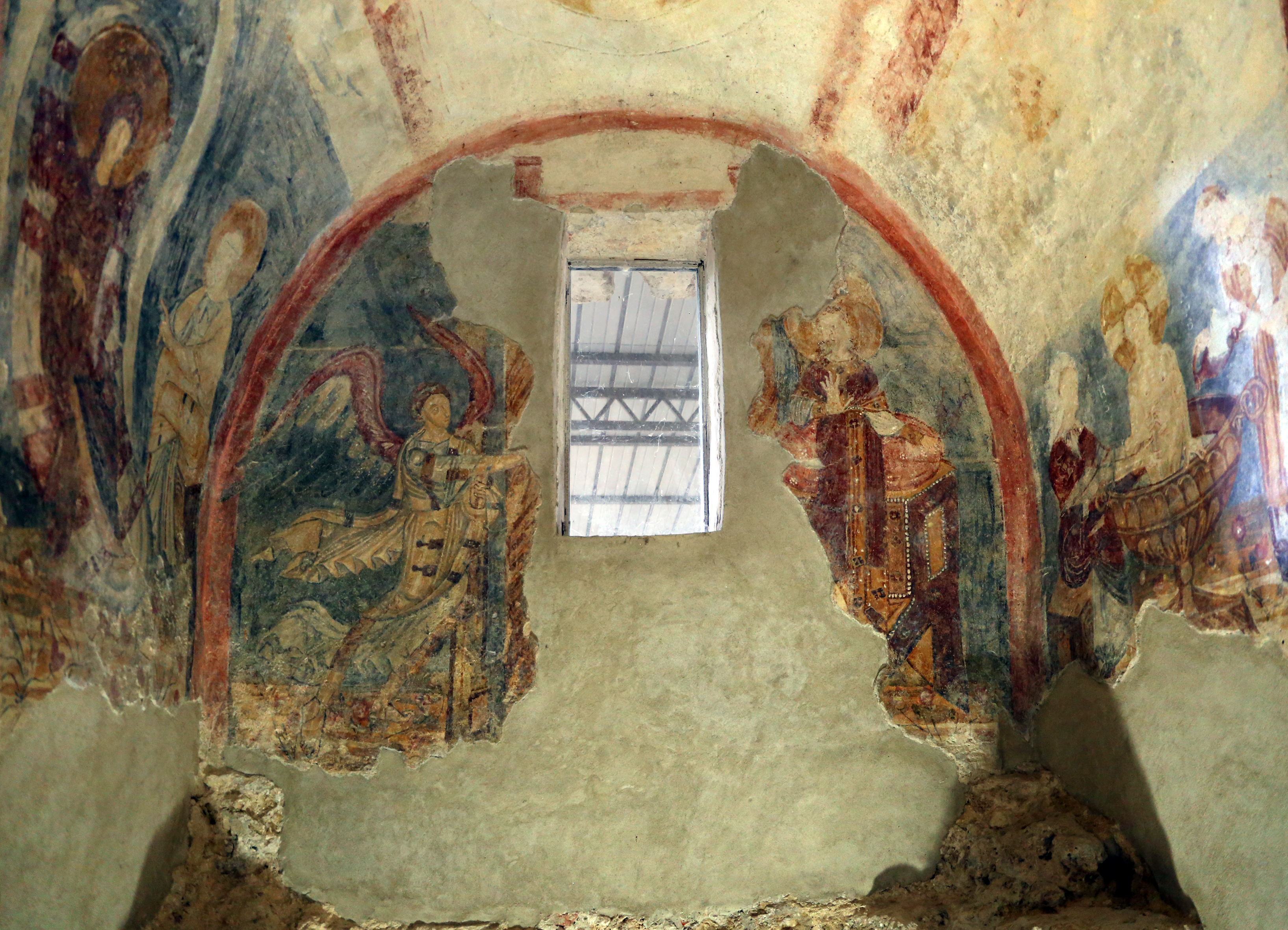
Scena dell'Annunciazione

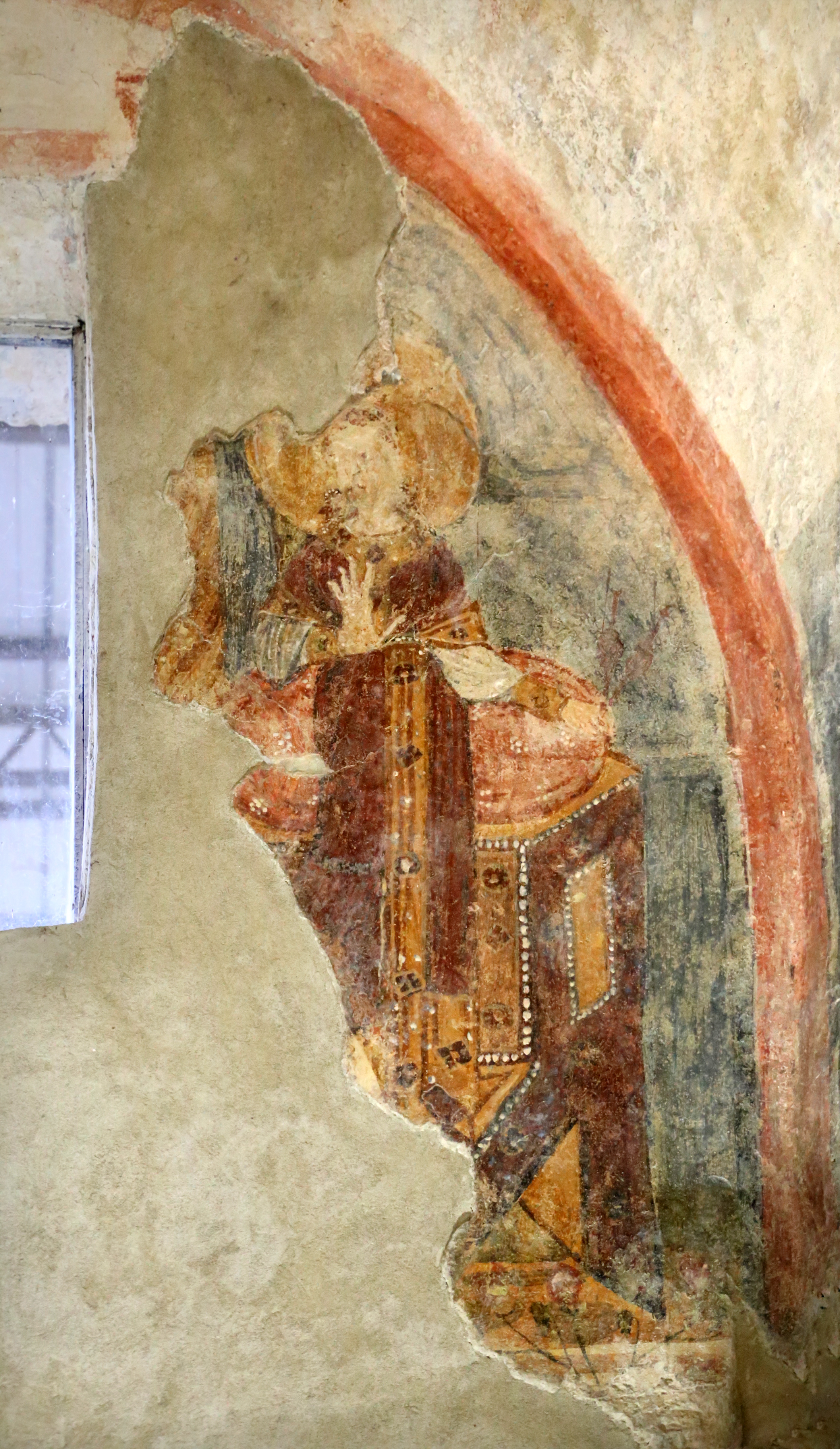
Annunziazione, particolare della Madonna

Proprio di fronte alla cavità dell'abside, in asse con il braccio corto della cripta, si trova l'affresco, dove si trova una piccola finestra. Sulla destra c'è la Madonna che appare sbigottita per l'arrivo improvviso dell'Arcangelo Gabriele, anche in questo caso è ritratta in abiti regali, in piedi davanti a un trono, riccamente decorato da perle preziose. Non si vedono i piedi, ma la posizione fa intuire che sia appena scesa dal suppedaneo e con la mano sinistra, che regge ancora due fuselli di un arcolaio, cerchi di appoggiarsi al cuscino purpureo. Dalla ricca dalmatica rossa, impreziosita da fasce dorate, escono le maniche di una bianca tunica stretta ai polsi da manipoli dorati.
La mano sinistra è aperta, con il palmo rivolto verso Gabriele, quasi a difendersi dall'arrivo, e quello che rimane del volto, racchiuso da una grande aureola, lascia intuire l'atteggiamento di sorpresa. L'Arcangelo, dall'altra parte della finestrella, accanto ad una colonna tortile, che rappresenta un particolare dell'interno della casa di Maria, è rappresentato con una resa molto particolare, tra le meglio riuscite del ciclo della cripta: egli è ritratto nel momento in cui terminata la planata, si sta ponendo in posizione verticale.
Tenendo presente il movimento dell'angelo che scende a dare sollievo a San Lorenzo sulla graticola, osservando l'andamento circolare delle pieghe dei veli della tunica, egli compì un atterraggio piombando a testa in giù, così come nella scena dell'Annunciazione: la dinamica è sottolineata dall'inarcamento che complessivamente formano le gambe, il busto, le ali che sono ritratte nel momento in cui non hanno più la necessità di contrapporsi all'aria, e si stanno rinchiudendo su sé stessa. Veli aerei di colore ocra coprono una tunica bianca di cui si vede la manica del braccio rivolto verso la Madonna.

### Natività
A sinistra dell'Annunciazione, vi è la rappresentazione della Madonna distesa su un letto, con accanto un personaggio, riconosciuto come San Giuseppe, secondo altri sarebbe il profeta IsaiaLa pittura è rovinata, ma si riconosce Maria avvolta nel mantello rosso, dal quale escono i piedi, che le copre anche il capo evidenziato dall'aureola. La Madonna è ritratta in una falsa prospettiva, allungata su un voluminoso giaciglio bianco, caratterizzato da fasce rosse parallele e decorate con ricami e puntini bianchi che richiamano le stelle della calotta absidale. Al di sopra della testa si leggono i monogrammi in lettere greche Η Μ (HAGHIA MARIA) riferiti alla santità della Madonna.
Una grande fascia bianca curvilinea costituisce una cornice alla figura sullo sfondo azzurro della parete, quasi a formare un involucro che squarcia il fondale. L'altro personaggio è ritratto con le gambe accavallate, seduto su uno sgabello esagonale; un mantello ocra copre una tunica bianca ed una grande aureola circonda il capo; si tratta di un uomo anziano, ed è rappresentato in posizione pensosa, con la mano destra che sostiene la testa e la sinistra indica Maria. In molte raffigurazioni bizantine, la Natività è rappresentata con l'immagine della Madonna distesa su un letto e il Bambino accanto. Esempi sono simili nella chiesa di Tokali Vecchia in Cappadocia, con il Bambino rappresentato nella stessa scena, anche se in San Vincenzo il Bambino è posto su un altro riquadro.
Qui le levatrici lavano Cristo bambino nel calice. Le ipotesi che attribuiscono la figura del vecchio a San Giuseppe sono date dagli affreschi di Ocredi in Macedonia, così come i successivi cicli della Natività presenti a Santa Sofia di Benevento, della Vergine di Pestani, di San Clemente Piccolo, si hanno sempre le stesse scene della Madonna distesa sul giaciglio, e accanto la figura pensosa di San Giuseppe. La scena del Bambino lavato nel calice è tratta dai Vangeli apocrifi, Cristo si trova tra le levatrici Salome e Zelomi, la vasca è molto grande, a forma di calice, quella di destra è in piedi e sta versando acqua con un'anfora, mentre quella di sinistra è seduta su uno scranno e sta lavando il Cristo, il cui capo è contornato da un'aureola segnata da una croce, che reca i monogrammi alla greca IHS e XRS, il Bambino è in posizione centrale, retta con il braccio destro piegato, quasi a voler benedire l'osservatore, e la mano sinistra poggiata sull'orlo della vasca.
Il grande calice ha un gambo terminante con una sfera su cui poggia la calotta della coppa decorata a palme lunghe in basso, e palmette sovrapposte lungo il bordo superiore dal quale pendono due anelli. La scena è ripresa dal Vangello delle pseudo Matteo (13:3), dove si racconta del parto di Maria con due levatrici, la prima Zelomi verificò la verginità della Madonna al momento del concepimento, la seconda Salome non volle credere al prodigio e perse l'uso di una mano. La critica ha riscontrato analogie di questa raffigurazione del Cristo lavato nel calice con gli affreschi di Santa Caterina del Sinai. Soprattutto la figura del calice assume un valore profetico, cioè quello bevuto dal Gesù nell'ultima Cena.

### Madonna Regina col Bambino

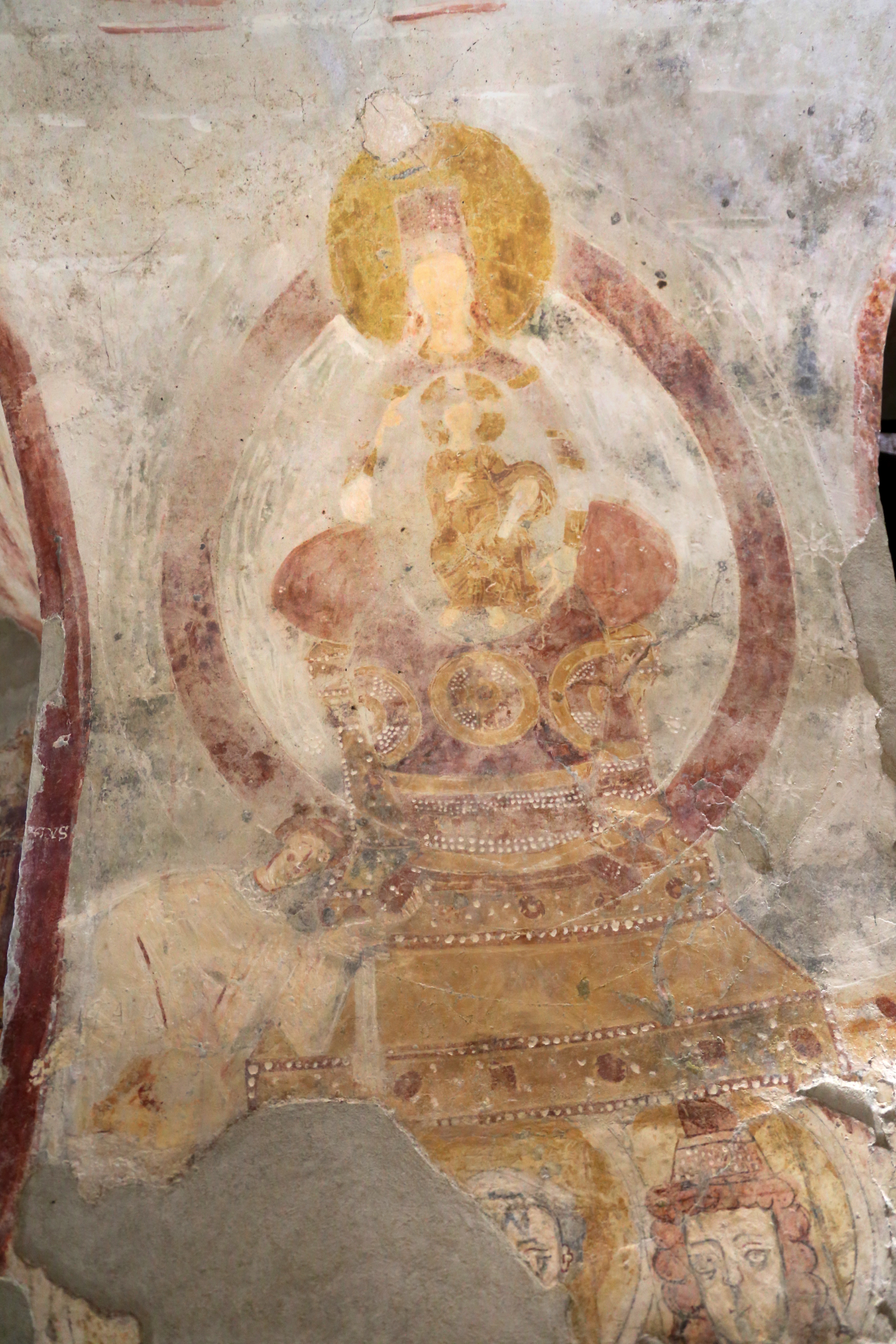
Madonna con trono col Bambino e monaco adorante

Dopo la scena del Bagno del Bambino nel calice, c'è la figura della Madonna assisa sul trono col Bambino, l'immagine si staglia su un fondo ovale, costituito da una fascia rossa di stelle simile a quella della sfera celeste della Madonna tra gli Angeli; la testa della Madonna qui con la grande aureola si sovrappone alla circonferenza della sfera, la Madonna è ritratta con un sontuoso abito regale impreziosito da ricche applicazioni dorate e cerchi concentrici, nella parte bassa della dalmatica, si concludono con un orlo a fasce dorate, alternate a fili di perle, con chiaro richiamo ai costumi bizantini. I capelli sono raccolto in un'alta corona dorata e trapuntata di perle, evidenziano gli orecchini penduli del tipo orientale; il Bambino è seduto con un'aureola a croce, in atteggiamento benedicente, e un rotolo nella mano sinistra, racchiuso in un secondo clipeo ovale, sorretto dalla Madonna che lo poggia sulle gambe.
Ai piedi della Madonna a sinistra compare la figura inginocchiata di un monaco orante, vestito di una tunica chiara, più in basso a destra sopravvivono i volti di due santi, forse realizzati più tardi, quello di destra ha il copricapo tronco conico, decorato con pietre preziose, dal quale esce una capigliatura rossiccia, di quello centrale si vede parte del capo con i capelli bianchi. Il personaggio centrale, da alcune foto storiche, era rappresentato con la mano destra benedicente alla greca, e la sinistra volta sul petto, a reggere un volume; sulla destra c'era un terzo personaggio, oggi scomparso con i restauri, e aveva la mano destra aperta con il palmo rivolto a benedire l'osservatore, e aveva un libro stretto sulla sinistra.
I personaggi di sinistra potrebbero essere degli abati del monastero, quello di destra sarebbe un componente della famiglia imperiale, il libro tenuto a sinistra di norma rappresenta la Regola del monastero, ossia di San Benedetto di Norcia. L'immagine della Madonna è tratta da un modello tradizionale bizantino, che pure essendo seduto sul trono, veste abiti della tradizione popolare, come le icone del Sinai, le icone copte d'Egitto.

### Crocifissione ed Epifanio

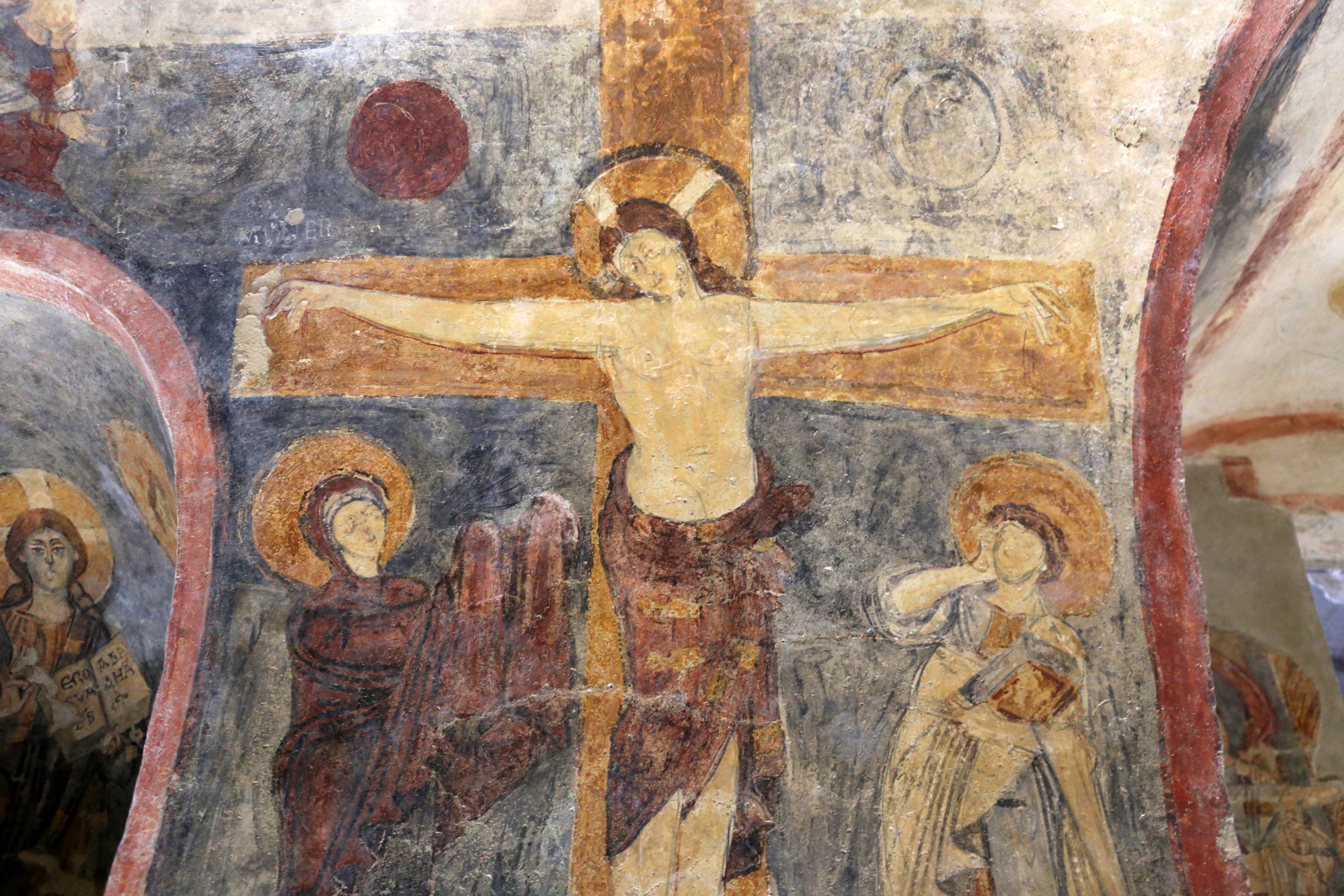
Crocifissione

Dall'altra parte della parete che fronteggia l'abside degli Arcangeli, v'è la scena della Crocifissione: la composizione è simmetrica, i bracci della croce sono allargati assai, in maniera da fare da fondale all'immagine di Cristo che appare essere disteso sul legno. Le mani dalle lunghe dita non sembrano sopportare il peso del corpo, e conseguentemente le braccia sono allineate con la traversa orizzontale dei bracci della croce, non vi è alcune plasticità e resa anatomica della figura.
Il capo del Cristo è lievemente inclinato, i lunghi capelli sono divisi da una scriminatura centrale, scivolano sulla spalla sinistra; del volto si riconoscono gli occhi socchiusi, e una rada barba. L'aureola è fortemente evidenziata da una cornice scura, è segnata dalla croce, sul piccolo braccio di sinistra sopravvive una Ω; il perizoma rossiccio è costituito da un grande panno annodato sull'anca sinistra che scende sino a coprire il ginocchio destro. I piedi divaricati non hanno alcun appoggio, sul vertice della croce una tavola trasversale reca la scritta JHESUS CHRISTUS REX JUDEORUM.

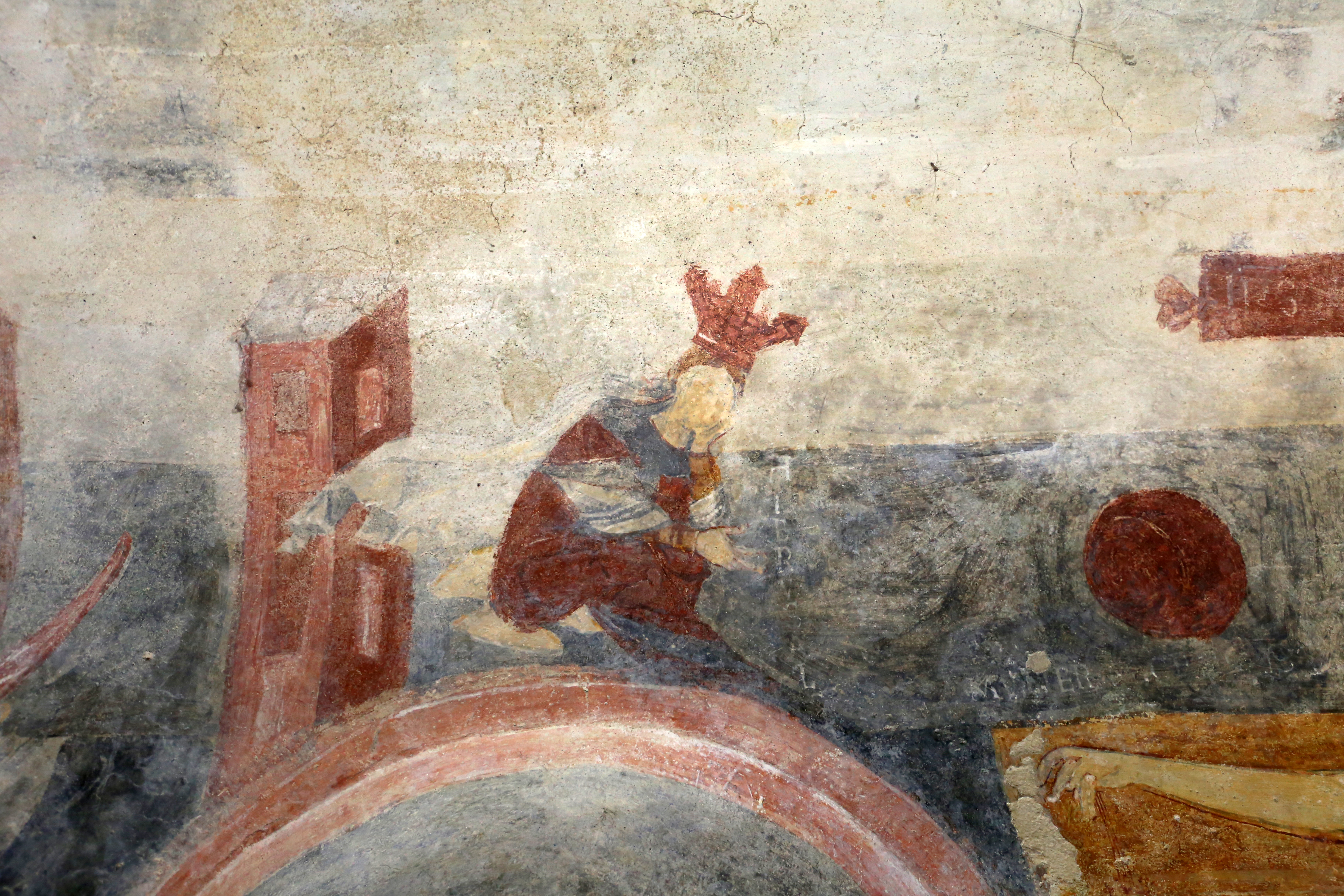
Gerusalemme dolente

A sinistra e a destra della croce, sopra i bracci, sono rappresentati il sole oscurato e la luna che appare di conseguenza per l'eclissi, in sintonia con la narrazione del Vangelo di Marco (15:33). Sotto i bracci si trovano le figure dolenti della Madonna e di Giovanni apostolo, vi è la scritta orizzontale divisa dalla croce MULIER ECCE FILIUS TUUS, FILIUS ECCE MATER TUA (Giovanni 19:26).
La Madonna è ricoperta dal maphorion rosso, comprese le mani rivolte al Figlio, un ampio pallio pieghettato copre la tunica e il laticlavio dorato di San Giovanni, che si porta la mano destra al viso in segno di disperazione, mentre regge con la sinistra il rotolo del suo Vangelo.
Quanto alla raffigurazione dell'abate Epifanio, sulla sinistra della croce ai piedi, egli è reso riconoscibile dell'iscrizione DOM EPIPHANIUS ABB (Signor Epifanio abate); il personaggio sembra anziano per la barba e i capelli bianchi, la vistosa tonsura e la casula rossa che copre la sua tunica bianca confermano la sua posizione presbiteriale nell'ambito dell'organizzazione monastica, e il vistoso nimbo rettangolare che inquadra il suo capo attesta che egli fosse in vita durante la realizzazione del ritratto nella cripta. Epifanio è raffigurato in posizione inginocchiata con le mani poste in omaggio reverenziale verso la scena della Crocifissione, il terreno è caratterizzato dalla presenza di papaveracee in tutto simili alle altre della cripta.
La critica ha evidenziato somiglianze tra questa scena di Crocifissione e quella di Santa Maria Antiqua a Roma, anche se qua a San Vincenzo il Cristo non è rivestito dal colobium, ambedue le scene sono di ispirazione orientale, ma quella molisana è caratterizzata da una maggiore espressività dei volti.

### Gerusalemme dolente e Cristo risorto
In alto a sinistra della Crocifissione, c'è la figura di una donna seduta con il viso appoggiato sulla guancia della mano sinistra, mentre con la destra si rivolge a Cristo, lunghi capelli sciolti scendono dal suo viso su cui poggia una grande corona che simboleggia una cinta muraria. L'epigrafe HIERUSALEM sottolinea che si tratti della personificazione di Gerusalemme, che piange sulle sue sventure dopo la profezia della sua distruzione pronunciata da Gesù nella domenica della Palme (Luca, 19:41, 44). L'immagine tuttavia, per la sua posizione nella nicchia dove appare la figura del Cristo Risorto con l'aureola e i monogrammi dell' A e Ω, richiama anche la Gerusalemme Celeste di Giovanni evangelista, che la vede scendere dal cielo da presso Dio, come una sposa abbigliata per il suo sposo, cioè Gesù.

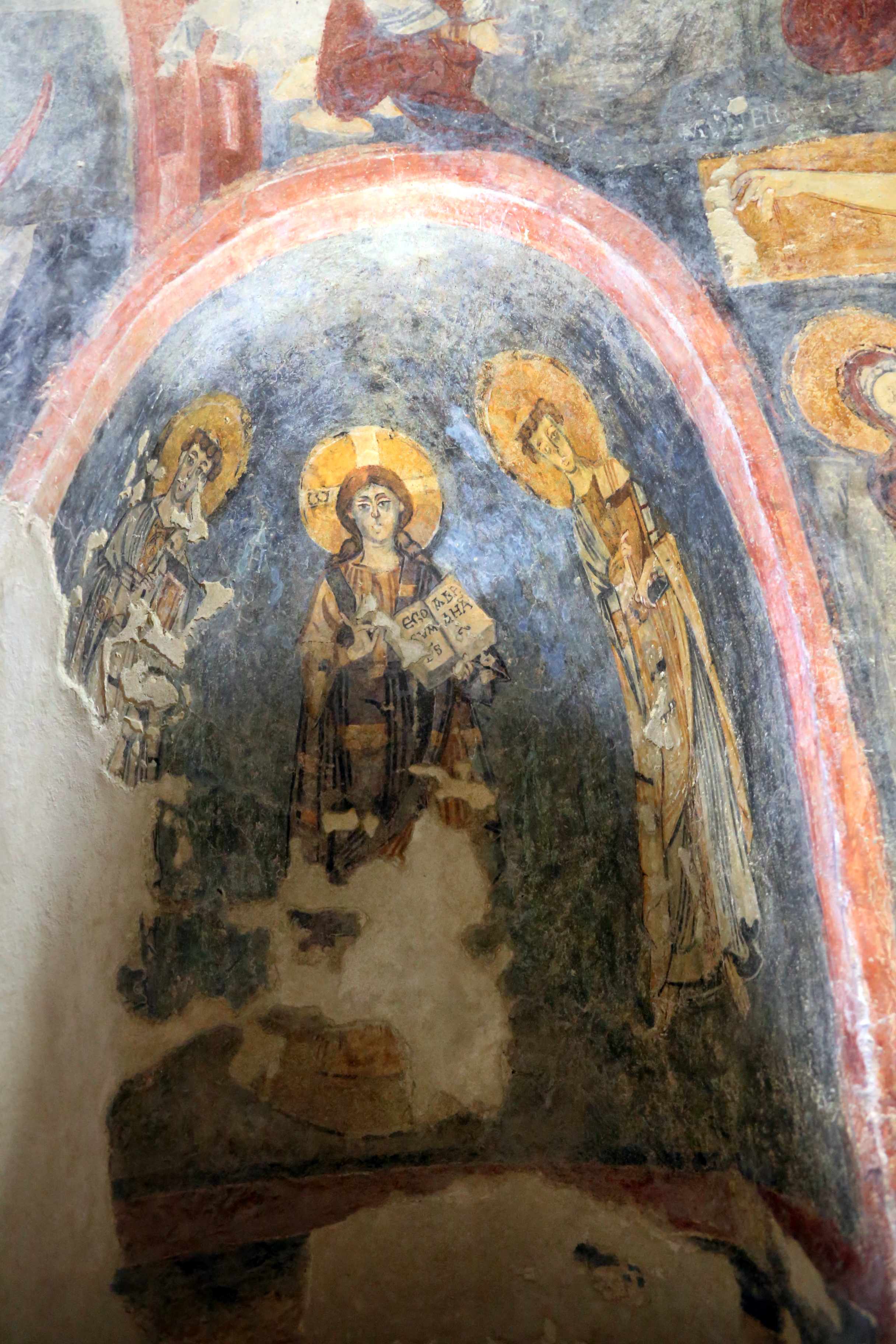
Cristo risorto, tra San Lorenzo e Santo Stefano

Sulla sinistra di Gerusalemme dolente, la scena finale è quella delle Marie al sepolcro, sulla destra un angelo con le ali variopinte, come gli altri della cripta, è pronto ad alzarsi in volo mentre sta annunciando alle due donne la Resurrezione. Con la mano sinistra regge una lunga asta mentre con al destra indica il sepolcro alle sue spalle. Una strana cornice della tomba, su cui si legge SEPULCRUM DNI si apre nella parte centrale con riquadro rettangolare, attraverso il quale si vede il sudario abbandonato. Sulla sinistra, avvolte in abito marrone, ci sono Maria di Magdala e Maria madre di Giacomo che recano i vasi con gli unguenti che dovevano servire per imbalsamare Gesù. A destra dell'Angelo si apre una piccola nicchia, con l'immagine di Cristo risorto con l'aureola segnata dalla croce, sulla quale si trovavano i due monogrammi greci; ha una tunica ocra sulla quale scende il mantello azzurro, e benedice alla greca mentre regge con la mano sinistra un volume aperto, che reca le lettere latine EGO SUM DS ABRAHA (Io sono il Signore di Abramo). Sulla destra rimangono le lettere JHS. A sinistra e a destra ci sono due figure molto simili tra di loro, ossia Santo Stefano e San Lorenzo, come attesta l'epigrafe che dice SCS LAURENTIUS: essi sono vestiti di tuniche candide, reggono un volume che significativamente rappresenta l'accettazione della Verità, tramandata dalle Sacre Scritture. La presenza di queste immagini all'interno della nicchia e l'esistenza di un ripiano sottostante, fa capire che davanti ad esse si accendessero dei lumi, cosa voluta per esaltare la magnificenza e l'importanza della scena della Resurrezione.